# Aepytus biedermanni
Aepytus biedermanni är en fjärilsart som beskrevs av Pierre E.L. Viette 1950. Aepytus biedermanni ingår i släktet Aepytus och familjen rotfjärilar. Inga underarter finns listade i Catalogue of Life.